# トルコ共和国国家勲章
トルコ共和国国家勲章（トルコきょうわこくこっかくんしょう、トルコ語: Türkiye Cumhuriyeti Devlet Nişanı 英語: The Order of the State of Republic of Turkey）は、トルコ共和国の勲章。トルコにおいて最高位の勲章である。
トルコとの友好関係の強化に寄与した功績を認められた外国国家元首が対象である。閣僚会議の決定に基づき、トルコ大統領が授与する。

## 主な受章者
- 1994年 -  ポーランド：レフ・ヴァウェンサ（第2代大統領）[2]
- 1997年 -  アゼルバイジャン：ヘイダル・アリエフ（第3代大統領）[2]
- 1997年 -  ボスニア・ヘルツェゴビナ：アリヤ・イゼトベゴヴィッチ（初代・第4代大統領評議会議長）[2]
- 1998年 -  エジプト：ホスニー・ムバラク（第2代大統領）[2]
- 1998年 -  クロアチア：フラニョ・トゥジマン（初代大統領）[3]
- 1999年 –   ジョージア : エドゥアルド・シェワルナゼ（第2代大統領）[2]
- 1999年 -  ルーマニア：エミル・コンスタンティネスク（第3代大統領）[2]
- 1999年 -  アメリカ合衆国：ビル・クリントン（第42代大統領）[2]
- 1999年 -  フィンランド：マルッティ・アハティサーリ（第10代大統領）[2]
- 2000年 -  ドイツ：ヨハネス・ラウ（第8代連邦大統領）[4]
- 2000年 -  ポーランド：アレクサンデル・クファシニェフスキ（第3代大統領）[2]
- 2000年 -  中国：江沢民（第5代国家主席）[5]
- 2000年 -  チェコ：ヴァーツラフ・ハヴェル（初代大統領）[6]
- 2007年 -  サウジアラビア：アブドゥッラー・ビン・アブドゥルアズィーズ（第6代国王）[7]
- 2008年 -  イギリス：エリザベス2世（第10代女王）[8]
- 2009年 -  ポルトガル：アニーバル・カヴァコ・シルヴァ（第19代大統領）[9]
- 2009年 -  カザフスタン：ヌルスルタン・ナザルバエフ（初代大統領）[10]
- 2009年 -  イタリア：ジョルジョ・ナポリターノ（第11代大統領）[11]
- 2011年 -  パキスタン：アースィフ・アリー・ザルダーリー（第11代大統領）[12]
- 2012年 -  トルクメニスタン : グルバングル・ベルディムハメドフ（第2代大統領）[13]
- 2012年 -  オランダ：ベアトリクス（第6代女王）[14]
- 2013年 –   スウェーデン : カール16世グスタフ（第7代国王）[15]
- 2013年 -  ノルウェー：ハーラル5世（第3代国王）[16]
- 2013年 -  アゼルバイジャン : イルハム・アリエフ（第4代大統領）[17]
- 2013年 -  ルクセンブルク：アンリ（第9代大公）[18][19]
- 2015年 -  ベルギー：フィリップ（第7代国王）[20]
- 2016年 –   サウジアラビア : サルマーン・ビン・アブドゥルアズィーズ（第7代国王）[21]
- 2017年 -  クウェート：サバーハ・アル＝アフマド・アル＝ジャービル・アッ＝サバーハ（第15代首長）[22]